# Mammillaria rhodantha

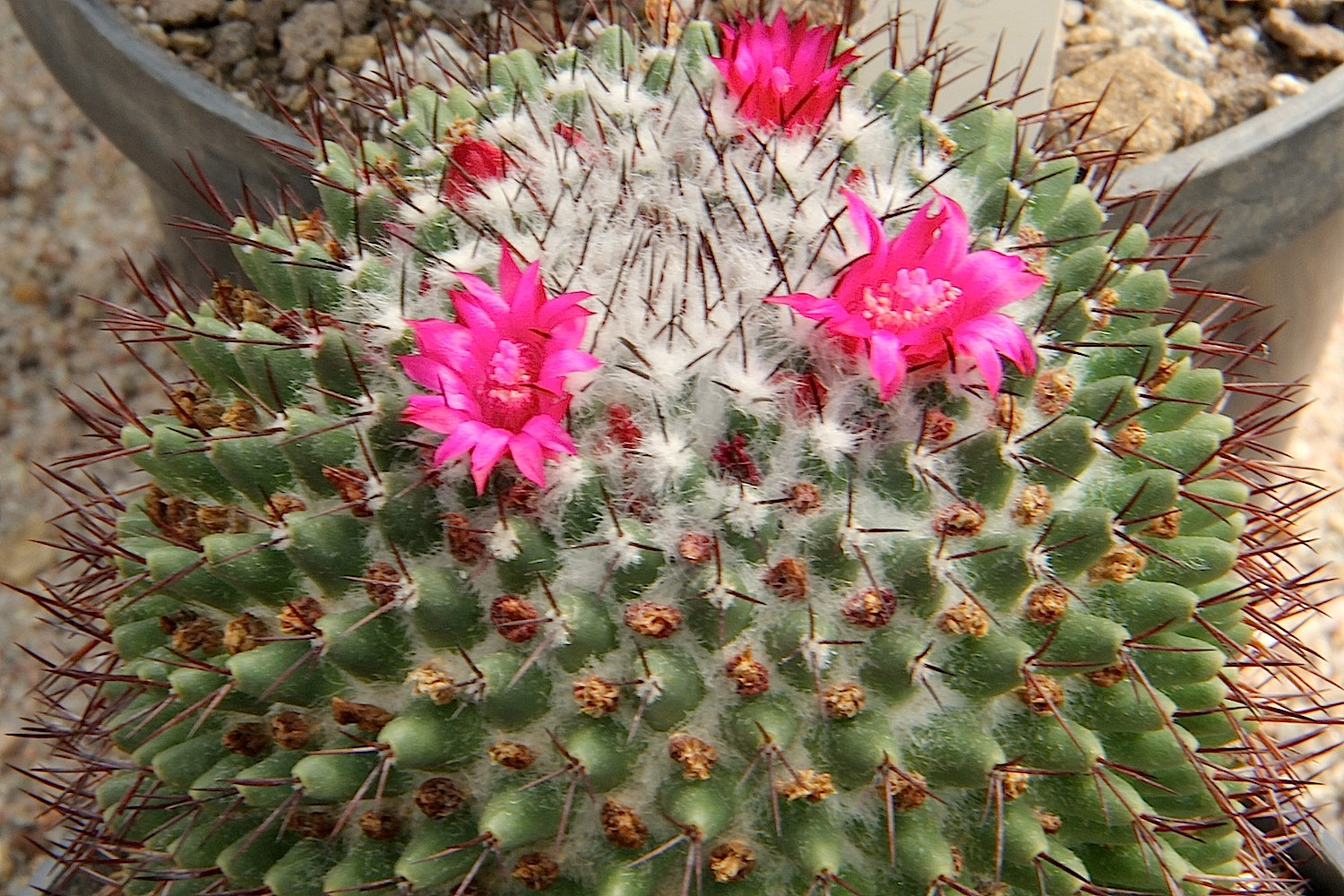
Mammillaria rhodantha subsp. rhodantha

Mammillaria rhodantha ist eine Pflanzenart aus der Gattung Mammillaria in der Familie der Kakteengewächse (Cactaceae). Das Artepitheton rhodantha leitet sich von den griechischen Worten rhodos für ‚rosenrot‘ sowie anthos für ‚Blüte‘ ab und verweist auf die Blütenfarbe der Art.

## Beschreibung
Mammillaria rhodantha wächst meistens einzeln gelegentlich dichotom verzweigend oder sprossend. Die kugeligen bis kurz zylindrischen trübgrünen Pflanzenkörper sind selten abgeflacht. Sie werden bis zu 30 Zentimeter hoch und 7 bis 15 Zentimeter im Durchmesser groß. Die stumpf konischen bis zylindrischen Warzen sind ohne Milchsaft. Die Axillen sind zuerst wollig und mit wenig Borsten besetzt. Die 4 bis 7 Mitteldornen sind gerade oder leicht gebogen, rot bis rötlich braun. Sie glänzen und sind 1 bis 1,5 Zentimeter lang. Die 13 bis 28 Randdornen sind 0,6 bis 1 Zentimeter lang. Sie sind dünn weiß bis gelblich oder zuweilen auch goldgelb gefärbt.
Die Blüten sind tief purpurrosa. Sie werden bis zu 2 Zentimeter lang und 1,6 Zentimeter im Durchmesser groß. Die zylindrischen bis keuligen Früchte sind grünlich bis hell rosapurpurn. Sie werden 1,5 bis 2,5 Zentimeter lang und enthalten orangebraune Samen.

## Verbreitung, Systematik und Gefährdung
Mammillaria rhodantha ist in den  mexikanischen Bundesstaaten Querétaro, Michoacán, Zacatecas, Jalisco, Guanajuato und Hidalgo weit verbreitet.
Die Erstbeschreibung erfolgte 1829 durch Heinrich Friedrich Link und Christoph Friedrich Otto.
Es werden folgende Unterarten unterschieden:
- Mammillaria rhodantha subsp. rhodantha
- Mammillaria rhodantha subsp. fera-rubra (Schmoll ex R.T.Craig) D.R.Hunt
- Mammillaria rhodantha subsp. mccartenii D.R.Hunt
- Mammillaria rhodantha subsp. mollendorffiana (Shurly) D.R.Hunt

In der Roten Liste gefährdeter Arten der IUCN wird die Art als „Least Concern (LC)“, d. h. als nicht gefährdet geführt.

## Nachweise